# John MacPhail
John MacPhail (Dundee, 7 dicembre 1955) è un allenatore di calcio ed ex calciatore scozzese, di ruolo difensore.

## Carriera

### Giocatore
Esordisce tra i professionisti all'età di 20 anni con il Dundee nel 1975, rimanendo in squadra per quattro stagioni consecutive, tutte nella prima divisione scozzese, nella quale gioca 68 partite. Passa quindi allo Sheffield Utd, club della seconda divisione inglese, con cui tra il 1978 ed il 1981 subisce due retrocessioni arrivando così a giocare in quarta divisione nella stagione 1981-1982, nella quale le Blades vincono il campionato. Nel corso della stagione 1982-1983 si trasferisce poi allo York City, con cui nella stagione 1983-1984 vince nuovamente il campionato di quarta divisione (peraltro in quella stagione i Minstermen conquistano 101 punti, diventando il primo club a riuscire in tale impresa in un qualunque campionato organizzato dalla Football League). Gioca poi per un ulteriore biennio in terza divisione sempre allo York City, mentre nella stagione 1986-1987 realizza una rete in 26 presenze in questa stessa categoria con la maglia del Bristol City.
Nell'estate del 1987 si trasferisce al Sunderland, con cui vince il campionato di terza divisione e poi gioca per un biennio in seconda divisione, conquistando peraltro una promozione in prima divisione al termine della stagione 1989-1990. Nella stagione 1990-1991 gioca poi una partita (la sua prima ed unica in carriera, all'età di 35 anni) in prima divisione con i Black Cats, per poi trasferirsi a campionato iniziato all'Hartlepool Utd, con cui gioca per un quadriennio in terza divisione.

### Allenatore
Dal 24 novembre 1993 al 9 settembre 1994 (ovvero pochi mesi dopo il termine della carriera da giocatore) ha anche allenato l'Hartlepool United.

## Palmarès

### Giocatore

#### Competizioni nazionali
- Third Division: 1

Sunderland: 1987-1988
- Campionato inglese di quarta divisione: 2

Sheffield United: 1981-1982
York City: 1983-1984